# Паннонська Хорватія
Паннонська Хорватія (Panonska Hrvatska) — середньовічне князівство, яке існувало з VII до X століття, розташоване у низовині приблизно між річками Драва і Сава у нинішній Хорватії, але час від часу також значно на південь від Сави. Її столицею був Сисак. Термін «Паннонська Хорватія» запроваджений істориками XIX століття, з часів Людевіта Посавського глава держави мав титул «dux Pannoniae inferioris» (князь Нижньої Паннонії).

## Історія
За римського імператора Діоклетіана (284—305) Паннонія була розділена на 4 провінції, однією з яких була Паннонська Савія (Савія). Її столицею був Сисція (Сисак). Її північний кордон проходив річкою Драва.
Слов'яни прийшли на територію Савії наприкінці шостого століття, про що свідчать численні археологічні знахідки. За словами твору візантійського імператора Костянтина VII Багрянородного «Про управління імперією», за часів правління Іраклія I (610—640), хорвати прибули в Далмацію, заснували там князівство, та, невдовзі, частина з них пішла на північ, заснувавши там інше князівство (Паннонську Хорватію).
Наприкінці VII або у VIII столітті Савія стала васалом Аварського каганату. Після поразки аварської імперії від франкських військ, хорватський князь Войномир був призначений правителем Савії як васал франкського маркграфа Фриулі. Савії не вдалось покінчити з франкським пануванням під час повстання на чолі з хорватським князем Людевітом Посавським на початку IX століття.
827 року болгари вторглись та завоювали Савію й частину територію на північ від Савії. 829 року вони поставили місцевого князя Ратиміра як нового правителя Паннонської Хорватії, але франки заявляли свої права на ці території, які на їхню думку належали (з 827) Карантанії й таким чином перебували під владою графа Радбода, який був главою Аварського і Карантанійського графств з 828 року.
838 року Радбод скинув Ратиміра й підкорив Савію Франкській Карантанії. Іншим видатним правителем Савії був Браслав, який правив у 880—898/900 роках як васал Східнофранкського королівства.
У X столітті, за князя/короля Томіслава I, Паннонська Хорватія була об'єднана з Приморською Хорватією в Хорватське королівство.